# Wasserkraftwerk Robert-Bourassa
Das Wasserkraftwerk Robert-Bourassa (französisch Centrale Robert-Bourassa, bis 1996 La Grande-2 oder LG-2) ist ein Speicherkraftwerk in der kanadischen Provinz Québec. Es befindet sich in der Region Jamésie am Réservoir Robert-Bourassa, rund fünf Kilometer von der Ortschaft Radisson entfernt. In unmittelbarer Nachbarschaft steht das Wasserkraftwerk La Grande-2-A, der Damm des Stausees am La Grande Rivière rund sechs Kilometer östlich davon.
Das nach dem früheren Quebecer Premierminister Robert Bourassa benannte Kraftwerk ist der wichtigste Teil des Baie-James-Wasserkraftprojekts und besitzt 16 Francis-Turbinen. Die installierte Leistung der Generatoren beträgt 5616 MW, bei einer Fallhöhe von 137,16 Metern. Betreiber des Kraftwerks ist die Société d’énergie de la Baie James (SEBJ), eine Tochtergesellschaft des staatlichen Energieversorgungsunternehmens Hydro-Québec.
Die Bauarbeiten begannen 1973, die Inbetriebnahme erfolgte zwischen 1979 und 1981. Das Kraftwerk nutzt die Wasserkraft des 2835 km² großen Réservoir Robert-Bourassa, der mit mehreren anderen Stauseen weiter flussaufwärts einen Verbund bildet. Zusammen mit dem Kraftwerk La Grande-2-A (2106 MW) besitzt Robert-Bourassa mehr als einen Fünftel der installierten Leistung von Hydro-Québec.

## Bauarbeiten
Damit in der fast menschenleeren Gegend überhaupt ein Kraftwerk dieser Größenordnung errichtet werden konnte, war der Bau einer 620 km langen Straße erforderlich, die von Matagami aus in Richtung Norden führte. In nur 420 Tagen war die Route de la Baie James fertiggestellt, die offizielle Eröffnung erfolgte am 11. Februar 1972. Erst danach war es möglich, die schweren Baumaschinen an die vorgesehenen Stellen zu transportieren. Zur Unterbringung der Bauarbeiter und Angestellten mitsamt ihren Familien entstand 1974 die Siedlung Radisson, die zu einem Regionalzentrum weiterentwickelt wurde.
Die erste Bauetappe des Kraftwerks umfasste die temporäre Umleitung des Flusses, um auf trockenem Boden arbeiten zu können. Zu diesem Zweck bohrte man am linken Ufer zwei Stollen in den massiven Fels des Kanadischen Schilds. Sie wurden am 27. April 1975 fertiggestellt und waren anschließend während dreieinhalb Jahren in Betrieb. Die Stollen waren 14,8 Meter breit und 18 Meter hoch, ihre Länge betrug 730 Meter bzw. 830 Meter.
Im August 1973 bedrohte ein Waldbrand während einer Woche die Baustelle. Am 15. November 1973 verfügte der Oberste Gerichtshof von Québec einen vorübergehenden Baustopp. Die 5000 in der Region lebenden Cree befürchteten schwerwiegende Konsequenzen für ihre traditionelle Lebensweise und hatten sich die Unterstützung von Jean Chrétien, dem Bundesminister für Indianerangelegenheiten, gesichert, der ihren Rekurs vor Gericht finanziert hatte. Zwar hob der Oberste Gerichtshof von Kanada die Verfügung wieder auf, doch die Provinzregierung musste mit den Ureinwohnern verhandeln. Dies führte schließlich zur Unterzeichnung des Abkommens der Baie James und des Quebecer Nordens am 11. November 1975.

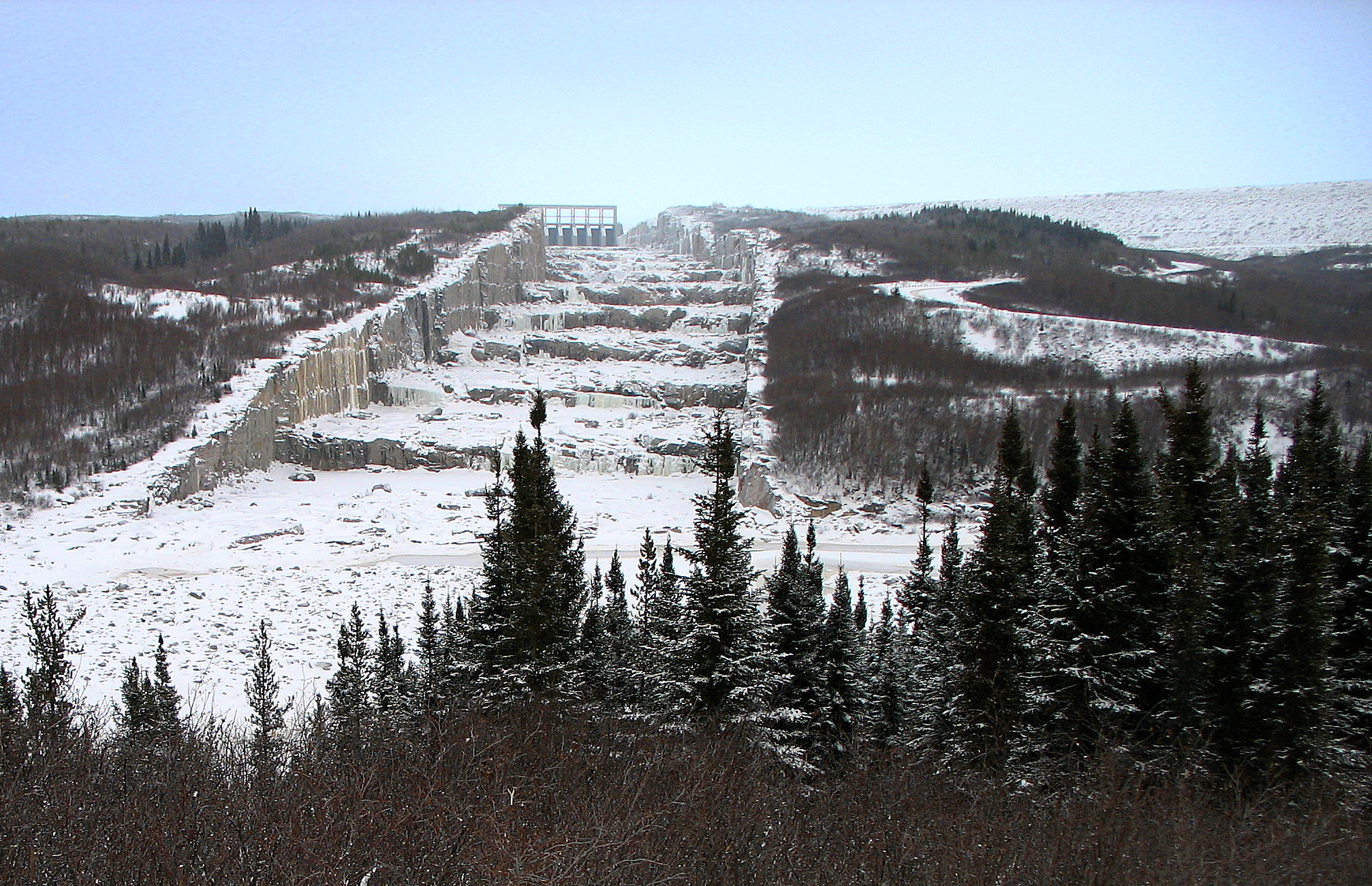
Hochwasserentlastung des Staudamms

Die Bauarbeiten waren von verschiedenen Arbeitskonflikten überschattet. Auseinandersetzungen zwischen Mitgliedern zweier Gewerkschaften mündeten am 21. März 1974 in der « Saccage de la Baie James » („Plünderung an der Baie James“). Ein Gewerkschaftsfunktionär entwendete eine Planierraupe, zerstörte damit einen Wohnwagen und einen Schlafsaal, trennte die Wasserleitungen, kippte die drei Generatoren in der Arbeitersiedlung um und löste durch das Umkippen von Treibstoffbehältern einen Brand aus. Insgesamt betrug die Schadenssumme 30 Millionen Dollar. Die Zerstörung des Lagers zwang die SEBJ dazu, die Arbeiter innerhalb von 48 Stunden per Flugzeug zu evakuieren. 70 Personen blieben zurück, um die Beschädigungen zu begrenzen. Nach 55 Tagen konnten die Bauarbeiten am 8. Mai 1974 wieder aufgenommen werden. Noch im März setzte die Provinzregierung eine überparteiliche Untersuchungskommission ein, der unter anderen der spätere kanadische Premierminister Brian Mulroney angehörte. Die Kommission, die im Mai 1975 ihren Schlussbericht präsentierte, deckte enge Verstrickungen der organisierten Kriminalität bei Gewerkschaften und Bauunternehmen auf.
Zu weiteren Unterbrechungen der Bauarbeiten kam es 1975 und 1976. Verantwortlich dafür waren der Fund eines Gletschertopfs am Flussufer, ein Leck in einem der Kofferdämme und ein längerer Streik der Arbeiter. Der mehrmonatige Rückstand konnte im Verlaufe des Jahres 1977 durch den Einsatz zusätzlicher Baumaschinen und erhöhter Arbeitsleistung der Bauunternehmen wettgemacht werden. Der Quebecer Premierminister René Lévesque nahm schließlich am 27. November 1979 im Beisein von 3000 geladenen Gästen die offizielle Eröffnung des Kraftwerks vor. Am 16. Oktober 1996 wurde das Kraftwerk zu Ehren des früheren Premierministers Robert Bourassa, der die Wasserkraftprojekte entscheidend vorangetrieben hatte und zwei Wochen zuvor verstorben war, umbenannt.

## Anlage

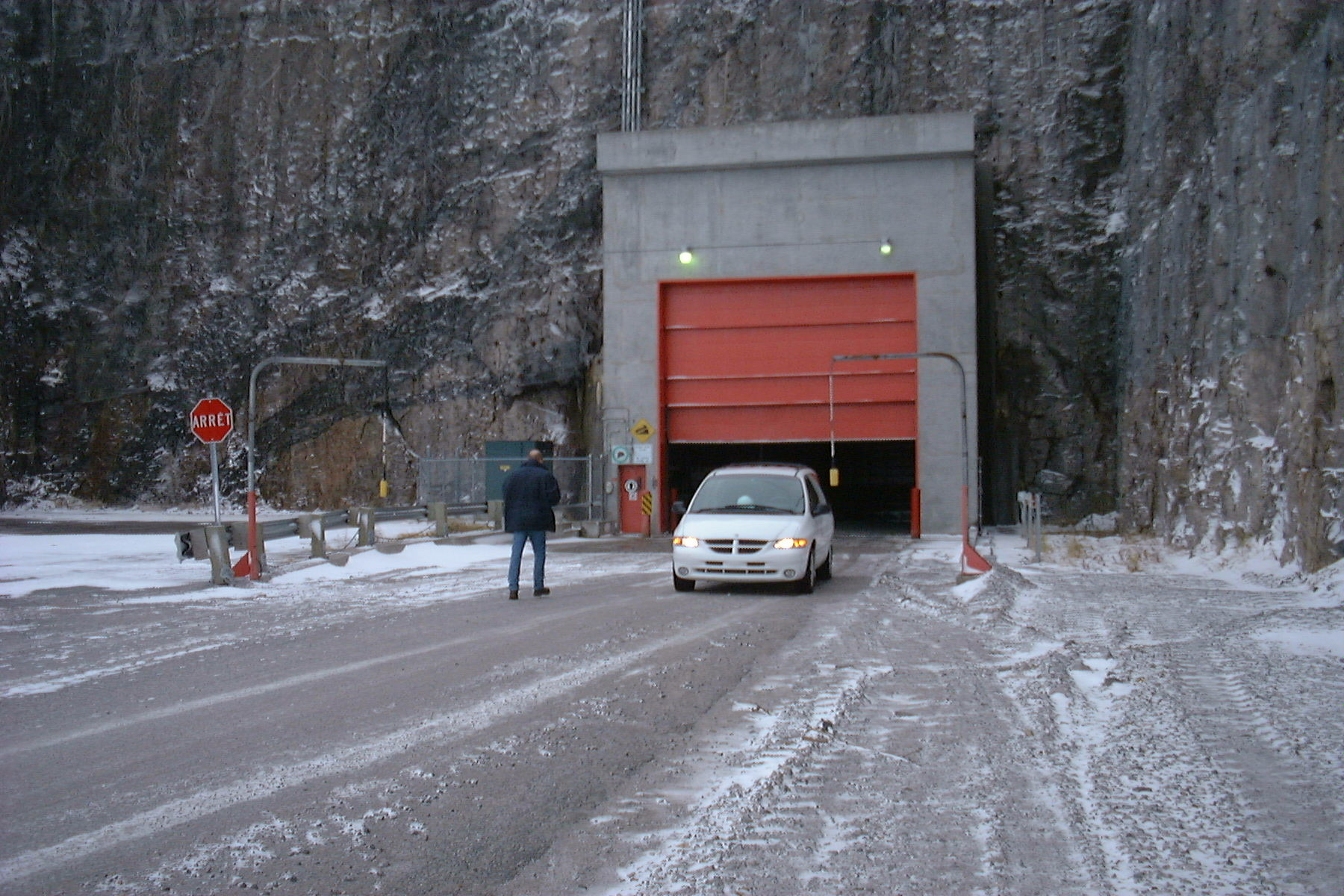
Haupteingang zur unterirdischen Kraftwerksanlage

Das Kraftwerk Robert Bourassa liegt nicht direkt am Staudamm, sondern sechs Kilometer westlich davon. Mit einer installierten Leistung von 5616 Megawatt ist es das größte Wasserkraftwerk Kanadas und zurzeit (2012) das achtgrößte Wasserkraftwerk der Welt. Es ist auch das weltweit größte unterirdische Kraftwerk, nur Transformations- und Übertragungsbauwerke sind an der Oberfläche zu finden. Der unterirdische Teil umfasst Servicestollen, eine Maschinenhalle und ein Wasserschloss. Insgesamt mussten 2,35 Millionen m³ Fels ausgebaggert werden.
Die Planer nutzten eine parallel zum Fluss verlaufende natürliche Vertiefung aus, um die Fallhöhe um zusätzliche sieben Meter zu vergrößern. Verantwortlich für den Bau des Kraftwerks war das Unternehmen Rousseau, Sauvé, Warren. Im Gegensatz zu anderen Kraftwerken des Baie-James-Projekts kam bei den Planungen das angloamerikanische Maßsystem zur Anwendung, anstatt des internationalen Einheitensystems, das in Kanada erst im Verlaufe der 1970er Jahre eingeführt wurde.
Die unterirdische Anlage kann über Aufzüge oder durch einen Tunnel an der Ostseite erreicht werden. Das Kraftwerk verfügt über 16 Francis-Turbinen, die in zwei Achtergruppen geteilt sind. Dazwischen liegen der Montagebereich, Werkstätten, der Steuerblock sowie die Aufzugs- und Lüftungsschächte.